# Mali Crljeni
Mali Crljeni (cyr. Мали Црљени) – wieś w Serbii, w mieście Belgrad, w gminie miejskiej Lazarevac. W 2011 roku liczyła 811 mieszkańców.